# Campeonato Europeo de Remo de 1953
El XLIII Campeonato Europeo de Remo se celebró en Copenhague (Dinamarca) en 1953 bajo la organización de la Federación Internacional de Sociedades de Remo (FISA).
En total se disputaron siete pruebas diferentes, todas ellas en la categoría masculina.

## Medallero
| Núm. | País           | Oro | Plata | Bronce | Total |
| ---- | -------------- | --- | ----- | ------ | ----- |
| 1    | URSS           | 2   | 2     | 0      | 4     |
| 2    | Dinamarca      | 1   | 1     | 1      | 3     |
| 3    | Yugoslavia     | 1   | 0     | 1      | 2     |
| 4    | Francia        | 1   | 0     | 2      | 3     |
| 5    | Suiza          | 1   | 0     | 1      | 2     |
| 6    | Checoslovaquia | 1   | 0     | 0      | 1     |
| 7    | Bélgica        | 0   | 1     | 1      | 2     |
| 8    | Noruega        | 0   | 1     | 0      | 1     |
| 8    | Polonia        | 0   | 1     | 0      | 1     |
| 8    | RFA            | 0   | 1     | 0      | 1     |
| 11   | Reino Unido    | 0   | 0     | 1      | 1     |
|      | TOTAL          | 7   | 7     | 7      | 21    |